# سدریک ویلانی
سدریک ویلانی (به فرانسوی: Cédric Patrice Thierry Villani) (زاده ۵ اکتبر ۱۹۷۳) ریاضیدان و سیاستمدارفرانسوی است. تحقیقات وی در زمینه معادلات دیفرانسیل جزعی و هندسه ریمانی و ریاضی-فیزیک است. او در سال ۲۰۱۰ برنده مدال فیلدز در کشور هند شد. او مدیر موسسه هنری پونکره از سال ۲۰۰۹ تا ۲۰۱۷ بوده است. وی در حال حاضر پروفسور در (Institut des Hautes Études Scientifiques)است.

ویلانی دو سخنرانی در موسسه سلطنتی در لندن انجام داده است. سخنرانی اولیک ترجمه انگلیسی از کتاب خود "تولد یک قضیه" به فرانسوی Théorème vivant است. و سخنرانی دوم او در مورد دست آورد های ریاضیدان آمریکایی جان نش است.

## تحصیلات
ویانی پس از تحصیل در دبیرستان لویی لوگراند در پاریس در اکول نرمال سوپریور بین سال‌های ۱۹۹۲ تا ۱۹۹۶ تحصیل کرد. او سپس در همین مدرسه عالی به عنوان استادیار استخدام شد. او دکترای خود در ریاضی را از دانشگاه دوفین پاریس در سال ۱۹۹۸ دریافت کرد.

## تحقیقات
زمینه کاری او معادله دیفرانسیل با مشتقات پاره‌ای و فیزیک ریاضی است.

## جوایز و افتخارات
او برنده جایزه ای ام اس در ۲۰۰۸، جایزه آنری پوانکاره در ۲۰۰۹ و چند جایزه معروف دیگر است. ویلانی استاد ریاضی دانشگاه لیون و از سال ۲۰۰۹ مدیر مؤسسه پژوهش‌های ریاضی هانری پوآنکاره در پاریس است. او برنده جایزه فیلدز ۲۰۱۰ است.

## وب سایت سدریک ویلانی
http://cedricvillani.org